# Otichtino
Otichtino (en macédonien Отиштино) est un village du centre de la Macédoine du Nord, situé dans la municipalité de Tchachka. Le village comptait 59 habitants en 2002.

## Démographie
Lors du recensement de 2002, le village comptait :
- Bosniaques : 53
- Albanais : 6